# Xihe
Xihe of Hsi-Ho was de naam van een zonnegodin uit de Chinese mythologie. In sommige verhalen was zij de moeder van de tien zonnen en de echtgenote van Dijun (帝俊), de god van het oosten en de vader van de tien zonnen. In andere verhalen bestuurde zij de wagen waarmee elke dag een van de tien zonnen van oost naar west door de hemel werd gereden.
De zonnen kwamen in opstand tegen de regeling en verschenen gezamenlijk, dit had een verwoestende invloed op de aarde. De goddelijke boogschutter Yi (of Houyi?) schoot negen zonnen uit de hemel.
Volgens de Franse sinoloog Henri Maspero (1882-1945) werd de zonnegodin Xihe in een 'rationaliseringsproces' (eigenlijk een omgekeerd euhemerisme) teruggebracht tot twee mannelijke personages, Xi en He. Volgens één overlevering waren zij twee astronomen in dienst van keizer Yao, een van de Vijf Oerkeizers. Volgens een andere overlevering waren zij als astronoom in dienst van koning Zhong Kang van de Xia-dynastie en werden door hem ter dood gebracht toen zij een zonsverduistering niet op tijd wisten te voorspellen (of wisten te voorkomen?).